# Monika Ptak
Monika Ptak z d. Martałek (ur. 14 maja 1990 w Częstochowie) – polska siatkarka, grająca na pozycji środkowej, reprezentantka Polski. Od sezonu 2019/2020 jest zawodniczką Energi MKS Kalisz.
W 2012 roku została powołana przez Alojzego Świderka na Turniej Kwalifikacyjny na Igrzyska Olimpijskie w Londynie. Wielokrotna reprezentantka Polski wszystkich rozgrywek młodzieżowych. W 2012 roku zadebiutowała w kadrze Polski seniorek. Dotychczas wystąpiła w niej 16 razy (stan na koniec 2013 roku).

## Sukcesy klubowe
Mistrzostwo Polski:
- 2014
- 2016

## Sukcesy reprezentacyjne
Mistrzostwa Europy Wschodniej Kadetek:
- 2006

Mistrzostwa Europy Wschodniej Juniorek:
- 2007